# Arrecife
Arrecife är en kommun och centralort på ön Lanzarote i ögruppen Kanarieöarna, och tillhör provinsen Las Palmas. Den ligger i den autonoma regionen Kanarieöarna i sydvästra delen av landet, 1 600 km sydväst om huvudstaden Madrid. Antalet invånare är 68 169 (2024). Arean uppgår till 24,28 kvadratkilometer.
Hela storstadsområdet, som omfattar ytterligare tre kommuner, hade 110 835 invånare i början av 2007, på en yta av 392,21 kvadratkilometer.
Staden ligger på den östra delen av ön och har varit dess centralort sedan 1852. Arrecife har gett namn åt den närbelägna internationella flygplatsen.